# 澳門男子籃球代表隊
澳門男子籃球代表隊是代表澳門參加各類型國際性籃球賽事的籃球隊，由中國澳門籃球總會負責管轄。到目前為止，總共打進過亞洲籃球錦標賽兩次。

## 歷史
澳門男子籃球代表隊自1979年起成為國際籃球聯合會（FIBA）的成員。
在2019年12月21日，澳門男籃在第五十二屆港澳埠際籃球賽中經歷了半個世紀的期盼，終於取得了對香港男籃的首次勝利。比賽在塔石體育館舉行，澳門男籃作為主場球隊迎戰香港男籃代表隊。在比賽的第四節，澳門男籃實現了一次驚人的逆轉。他們以一波20比0的攻勢完全封鎖了香港隊，最終以73比60擊敗對手，贏得了澳門籃壇歷史上首座港澳埠際金盃。

## 外部連結
中國澳門籃球總會官方網站（页面存档备份，存于）